# 蓬德拉诺
蓬德拉诺（義大利語：Ponderano），是意大利比耶拉省的一个市镇。总面积7平方公里，人口4035人，人口密度576.4人/平方公里（2009年）。ISTAT代码为096047。